# Horst von Möllendorff
Horst Heinrich Wichard von Möllendorff (* 26. April 1906 in Frankfurt (Oder); † 17. Dezember 1992 in Berlin) war ein deutscher Pressezeichner und Karikaturist.

## Leben und Werk
Horst von Möllendorff, geboren in Frankfurt an der Oder, war ein Sohn des preußischen Hauptmanns Kurt von Möllendorff (1871–1917) und dessen Ehefrau Gertrud Bothe (* 1881). Aus seiner ersten Ehe von 1938 bis 1946 mit Marita Jakubzik (* 1904) stammen der Sohn Roger (* 1940) und die Tochter Kerstin (* 1941). Aus seiner zweiten Ehe 1946 bis 1965 mit der Schriftstellerin Marion Beyer (* 1912) ging die Tochter Yvonne (* 1946) hervor. In dritter Ehe war er seit 1968 mit der Schauspielerin Madeleine Hesper (* 1946) verheiratet. Er war evangelisch, Liebhaber von Jazzmusik und lebte in Berlin.
Möllendorff veröffentlichte über 6000 Karikaturen und Witzzeichnungen in Tageszeitungen. Einige davon wurden in Buchform veröffentlicht.
Während der Zeit des Nationalsozialismus wurde er u. a. 1943 oder 1944 als Ideenlieferant für heitere Zeichentrickfilme herangezogen, die nach dem Willen des Propagandaministers Goebbels hergestellt werden sollten. Der Kurzfilm Der Schneemann, hergestellt von Hans Fischerkoesen, beruht auf einer Idee von Möllendorffs.
In den 1950er-Jahren hatte Möllendorff wieder eine wöchentliche Kolumne mit Witzzeichnungen in der Zeitschrift Stern.

## Schriften
eigene Bücher
- Das Volksbuch von Iolanthe. Drei-Masken-Verlag, Berlin 1935.
- Das kleine Schmunzelbuch. Buchwarte-Verlag Lothar Blanvalet, Berlin 1939.
- Berlin ohne Worte. Mit einer Einführung von Aribert Wäscher. Pontes-Verlag, Berlin 1947 .

Illustrationen fremder Werke
- Friedrich Böer: Sport macht Spaß. Weidmann Verlag, Berlin 1938.

## Belege
1. ↑  Gottfried Graf Finck v. Finckenstein, Christoph Franke, Genealogisches Handbuch der Adeligen Häuser, Stiftung Deutsches Adelsarchiv, In: Genealogisches Handbuch des Adels, Band XXXI, Band 147 der Gesamtreihe, C. A. Starke, Limburg an der Lahn 2009, S. 266
2. ↑  Möllendorff, von, Horst. In: Walter Habel (Hrsg.): Wer ist wer? Das deutsche Who’s who. 24. Ausgabe. Schmidt-Römhild, Lübeck 1985, ISBN 3-7950-2005-0, S. 849.
3. ↑  Der Schneemann. Internet Movie Database, abgerufen am 4. März 2012.

| Personendaten    | Personendaten                                                |
| ---------------- | ------------------------------------------------------------ |
| NAME             | Möllendorff, Horst von                                       |
| ALTERNATIVNAMEN  | Möllendorff, Horst Heinrich Wichard von (vollständiger Name) |
| KURZBESCHREIBUNG | deutscher Pressezeichner und Karikaturist                    |
| GEBURTSDATUM     | 26. April 1906                                               |
| GEBURTSORT       | Frankfurt (Oder)                                             |
| STERBEDATUM      | 17. Dezember 1992                                            |
| STERBEORT        | Berlin                                                       |